# Vårörtspetsvivel
Vårörtspetsvivel (Apion opeticum) är en skalbaggsart som beskrevs av Bach 1854. Vårörtspetsvivel ingår i släktet Apion, och familjen spetsvivlar. Enligt den finländska rödlistan är arten sårbar i Finland. Arten är reproducerande i Sverige. Artens livsmiljö är lundskogar.